# Cantó de Talarn
El cantó de Talard és un cantó francès del departament dels Alts Alps, situat al districte de Gap. Té 9 municipis i el cap és Talard.

## Municipis
- Chasteuvielh
- Folhosa
- Jarjalhas
- Lardier
- L'Estrech
- Nefas
- La Sauça
- Sigoier
- Talard

## Història
| Data d'elecció                           | Identitat          | Partit            | Qualitat |
| ---------------------------------------- | ------------------ | ----------------- | -------- |
| 1961-1998                                | Marcel Lesbros     | CNIP, després UDF |          |
| 1998-                                    | Jean-Michel Arnaud | UDF, després NC   |          |
| les dades anteriors no són pas conegudes |                    |                   |          |
|                                          |                    |                   |          |

| 1962  | 1968  | 1975  | 1982  | 1990  | 1999  | 2007  |
| ----- | ----- | ----- | ----- | ----- | ----- | ----- |
| 2.572 | 2.762 | 2.892 | 3.346 | 3.783 | 4.588 | 5.945 |